# Dimba Chamanahalli, Kolar
Dimba Chamanahalli là một làng thuộc tehsil Kolar, huyện Kolar, bang Karnataka, Ấn Độ.